# Parafia św. Wojciecha w Wałbrzychu
Parafia św. Wojciecha w Wałbrzychu – parafia rzymskokatolicka znajdująca się w dekanacie wałbrzyskim zachodnim w diecezji świdnickiej. Erygowana w 1997 roku. Kościół parafialny został konsekrowany 8 maja 2017 roku przez biskupa Ignacego Deca. Parafia liczy ok. 5100 mieszkańców. Przy parafii działają różne grupy, m.in. Liturgiczna Służba Ołtarza, Odnowa w Duchu Świętym, Matki Żywego Różańca czy Krąg Biblijny.